# Manga Power
Manga Power war das erste deutschsprachige Manga-Magazin.

## Erste Fassung (1996–1997)
Manga Power wurde zunächst von 1996 bis 1997 zweimonatlich im Albenformat von Ehapa veröffentlicht. Auf 100 Seiten und zu einem Preis von 9,90 DM enthielt das Magazin Kapitel der Manga-Serien A.D. Police, Hellhounds: Panzer Cops und Ranma ½ in gespiegelter (also „westlicher“) Leserichtung, im sechsten Album erschien zusätzlich auch die deutsche Comic-Kurzgeschichte Die streitenden Reiche. Diese Version der Manga Power wurde jedoch nach sechs Ausgaben eingestellt.

## Zweite Fassung (2002–2004)
Egmont Manga und Anime (EMA) startete 2002 einen neuen Versuch und veröffentlichte eine vollständig neue Fassung der Manga Power mit 480 Seiten für 5 Euro. Es war das erste deutschsprachige Manga-Magazin, das originalgetreu im japanischen „Telefonbuchformat“ erschien, und enthielt in japanischer Leserichtung Einzelkapitel von Manga-Serien wie Chobits, Peach Girl, Psychic Academy und Othello, die später zum großen Teil auch als Taschenbücher veröffentlicht wurden.
Aufgrund sinkender Leserzahlen versuchte der Verlag ab Ausgabe 21 mit dünnerem Papier und neuen Serien wie Devil Children eine optische und inhaltliche Neuorientierung, konnte jedoch nicht mehr an den Erfolg früherer Ausgaben anknüpfen. Mit Ausgabe 30 wurde die Manga Power im September 2004 endgültig eingestellt.
Ein weiteres Manga-Magazin von EMA, Manga Twister, erschien von Oktober 2003 bis Oktober 2006 und musste ebenfalls wegen sinkender Verkaufszahlen eingestellt werden.

## Veröffentlichte Manga

### Erste Fassung
- A.D. Police – Ausgabe 1-6
- Hellhounds: Panzer Cops – Ausgabe 1-6
- Ranma ½ – Ausgabe 1-6
- Die streitenden Reiche – Ausgabe 6 (deutsche Produktion)

### Zweite Fassung
- Blood Rushing Night – Ausgabe 3, 5, abgeschlossen
- Chobits – Ausgabe 1-30
- Cyborg Kuro-chan – Ausgabe 1-15, abgebrochen
- Devil Children – Ausgabe 18-30
- Fuyumi Soryo Short Stories – Ausgabe 16-29 (abgeschlossene Kurzgeschichten Taiyo no Iyiwaru (16–19) Never Ending Heart (20–23) See you in Eden (24–26) und  Der Lebkuchenmann (27–29) )
- Get Backers – Ausgabe 17-30
- Gunsmith Cats – Ausgabe 1-2 (Veröffentlichung der letzten beiden Kapitel, die im Taschenbuch nicht mehr erschienen), abgeschlossen
- Kaito St. Tail – Ausgabe 5-30
- Ki no Uta – Ausgabe 9-10, abgeschlossen
- Kindaichi Shonen – Ausgabe 1-16, 18-30
- Kung-Fu-Girl Juline – Ausgabe 4-18, 21-25, abgeschlossen
- Life of Ichabod – Ausgabe 1-7, 11-15, 18-20, abgebrochen
- Oh! Mini-Goddess Ausgabe 2-4, 8, 13-14, 20, 25 (Spin-off von Oh! My Goddess), abgebrochen
- Othello – Ausgabe 10-17, 19-22, 26-30
- Peach Girl – Ausgabe 1-30
- Psychic Academy – Ausgabe 1-30
- Rabu Rabu Butabara – Ausgabe 17 (deutsche Produktion von DuO), abgeschlossen
- RAVE – Ausgabe 16-30
- Shinku Chitai – Ausgabe 3-4, 7-15, 20-26, 28-30
- The Big O – Ausgabe 1-15, abgebrochen
- Turn A Gundam – Ausgabe 1-17, abgebrochen
- What’s Michael? – Ausgabe 1-2, 4, 8-9, 13-15, 19-20, 23-29
- Wings of Vendemiaire – Ausgabe 1-8, abgeschlossen